# Happiness (serie surcoreana)
Happiness (en hangul, 해피니스; romanización revisada, Haepiniseu), es una serie de televisión surcoreana transmitida del 5 de noviembre del 2021 hasta el 11 de diciembre de 2021 a través de tvN. La serie está disponible para transmisión en Viki, Viu e iQIYI en territorios seleccionados.

## Sinopsis
La serie se desarrolla en una época en la que las enfermedades infecciosas se han convertido en la nueva normalidad.
En un apartamento de una nueva construcción en una gran ciudad donde por lo general, los pisos superiores se venden y los pisos inferiores se alquilan, el drama representa la sutil batalla psicológica y la discriminación de clases que se produce.
La ciudad toca fondo cuando un apocalipsis inminente golpea en la forma de un nuevo tipo de enfermedad infecciosa conocida como el virus Lytta en la que la gente sufre de sed incesante. Debido al brote, el apartamento de gran altura es aislado, y los residentes luchan por supervivir, mientras son afectados por el miedo y la desconfianza hacia los demás.
Yoon Sae-bom, es una agente especial que a pesar de haber crecido en un hogar infeliz, es decidida y tiene un juicio rápido. También es del tipo de personas que pone las cosas en acción tan pronto como se lo propone. Por otro lado, Jung Yi-hyun es un detective de crímenes violentos y excompañero de secundaria y amigo de Sae-bom. En la secundaria aunque llevó a su equipo de béisbol a la victoria dentro de la liga de béisbol de la escuela secundaria y fue seleccionado en la segunda ronda de la selección de béisbol de las grandes ligas, tuvo que dejar su sueño luego de sufrir una lesión en la rodilla. Y fue gracias a la simpatía y valentía de Sae-bom lo que lo ayudó a ponerse nuevamente de pie.
Finalmente Han Tae-seok, fue un exagente durante su tiempo en el ejército y, después de ser dado de baja, ha trabajado como ejecutivo en una compañía farmacéutica.

## Reparto

### Personajes principales[7]
- Han Hyo-joo como Yoon Sae-bom, una agente especial del escuadrón de la policía estatal, una mujer decidida y determinada, que no se asusta fácilmente. Aunque está emocionada por mudarse a su nuevo apartamento, las cosas comienzan a salir mal cuando tiene que enfrentarse a una enfermedad infecciosa, por lo que luchará por proteger a los inocentes.[8][9]
- Park Hyung-sik como Jung Yi-hyun, un inteligente y honesto detective de crímenes violentos que solía ser un prometedor jugador de béisbol en la escuela secundaria. Ha estado enamorado por mucho tiempo de Yoon Sae-bom, su amiga de la secundaria. Cuando una enfermedad infecciosa aparece. Yi-hyun luchará por proteger a Sae-bom y a otras personas.[10][11][12]
- Jo Woo-jin como Han Tae-seok, un teniente coronel que pertenece al comando del servicio de salud. Tae-seok tiene la clave sobre el brote de enfermedades infecciosas, lo que lo convierte en la persona más calificada para luchar contra ella. Cuando descubre que Yoon Sae-bom tiene en su sangre anticuerpos que podrían combatir contra el virus intenta secuestrarla, pero Yi-hyun se lo impide y le advierte que no se acerque nuevamente a ella.[13]

### Personajes secundarios
- Lee Jun-hyeok como Kim Jung-kook, un detective y el confiable compañero de Jung Yi-hyun. Jung-kook cree en dar un paso atrás para ver el panorama general y esperar que las cosas pasen.[14]
- Park Joo-hee como Lee Ji-soo, una teniente del Comando Médico de las Fuerzas Armadas, quien trabaja para Han Tae-seok.
- Baek Hyun-jin como Oh Joo-hyung, un dermatólogo, quien vive en el departamento 601, situado justo encima del de Yoon Sae-bom. Es un hombre egoísta que hará lo que sea necesario para no infectarse.[15]
- Moon Ye-won como Woo Sang-hee, la jefa de Consultoría Dermatológica.[16]
- Park Hyung-soo como Kook Hae-seong, un abogado que sueña con ser parte de la élite, pero en realidad solo está tratando de ganarse la vida. Vive en el 602.[17][18]
- Jung Woon-sun como Shin So-yoon, la esposa y secretaria de Kook Hae-seong, viven juntos en el 602.
- Song Ji-woo como Park Seo-yoon, una pequeña niña que vive en el 502 junto a sus padres. Se vuelve muy cercana a Yoon Sae-bom y Jung Yi-hyun, a quienes admira.
- Kim Ju-yeon como Kang Eun-ji, la madre de Park Seo-yoon, vive junto a su familia en el 502.
- Bae Hae-sun como Oh Yeon-ok, una representante y residente del 1202 (Seyang Forest Le Ciel Bldg 101). Está casada con Sun Woo-chang.[19]
- Cha Soon-bae como Sun Woo-chang, un pastor que vive en el 1202. Está casado con Oh Yeon-ok.
- Han Joon-woo como Kim Se-hoon, un residente que vive en el 1501.
- Park Hee-von como Na Hyun-kyung, una novelista web de romance en 401.
- Na Chul como Na Soo-min, el hermano mayor de Na Hyun-kyung.
- Lee Joo-shil como Ji Seong-sil, una residente religiosa que vive en el 302.
- Hong Soon-chang como Kim Hak-je, el esposo de Ji Seong-sil que vive en el 302.
- Kang Han-saem como Kim Dong-hyun, el hijo de Ji Seong-sil que vive en el 302.
- Kim Young-woong como Go Se-kyu, el copropietario de la compañía de limpieza SY.
- Lee Ji-ha como Jo Ji-hee, la copropietaria de la compañía de limpieza SY.
- Lee Joo-seung como Choi Jong-wook (Andrew), un empleado de la compañía de limpieza SY, quien resulta ser un asesino.
- Han Da-sol como Lee Bo-ram, una empleada que trabaja en el supermercado ubicado en el complejo de apartamentos.[20]
- Nam Mi-jung como Lee Deok-soon, una mujer que trabaja limpiando el edificio.[21]

### Otros personajes
- Park Sung-il como un profesor de Seyang High (Ep. 1).
- Choi Yi-sun como un empleado del motel (Ep. 1).
- Seon Yool-woo como un detective de la comisaría de policía de Seyang (Ep. 1).
- Park Kwang-il como un soldado en el puesto de guardia (Ep. 1).
- Nam Sang-wook como Lee Jong-tae, un miembro de la unidad de operaciones especiales (Ep. 1).
- Han Sa-myung como Sung Woo-je (Ep. 1).
- Kim Yeon-woo como Il-ho (Ep. 1).
- Baek Sung-chul como un reportero (Ep. 2).
- Yoon Sang-won como Kang Ju-heon, un entrenador (Ep. 2-3).
- Jeon Seok-chan como Park Yong-cheol, el padre de Park Seo-yoon, vive junto a su familia en el 502 (Ep. 3).
- Kim Shi-heon como un paramédico (Ep. 3).
- Lee Gi-young como Choi Seok-ju, el presidente de Atum Therapeutics  (Ep. 3-4, 7-9).
- Lee Dong-kyu como un presentador de TNBC (Ep. 4).
- Jung Min-sung como un residente del edificio 102 (Ep. 4-7).
- Park Ki-ryung como el primer misitro (Ep. 5).
- Yoo Ji-yeon como Park Young-in, la esposa de Han Tae-seok, después de ser atacada por el jefe de su esposo, termina siendo infectada (Ep. 8).
- Yoon Bok-sung como un político (Ep. 8).
- Sun Young-uk como el guardia de seguridad de Seyang Forest Le Ciel.
- Joo Jong-hyuk como Kim Seung-Beom, un entrenador personal en Seyang (Ep. 2-6).[22]

### Apariciones especiales
- Lee Kyu-hyung como Lee Seung-young, el carismático compañero y colega de Yoon Sae-bom. Los dos han estado trabajando juntos durante mucho tiempo, desde que eran novatos, y son un dúo excelente que todos reconocen. Luego de ser mordido, se transforma. Después de que Sae-bom lo encuentra, lo rescata y lo lleva para que sea atendido. Está casado y tiene hijos (Ep. 1-3, 8, 12).[23][24]
- Baek Joo-hee como Park Min-ji, la esposa de Oh Joo-hyung (Ep. 2-3).
- Kang Ji-eun como Kim Bok-nam, la madre de Yoon Sae-bom (Ep. 2-3).
- Jung Jae-eun como la madre del detective Jung Yi-hyun (Ep. 3).
- Seo Hyun-chul como el padre del detective Jung Yi-hyun (Ep. 3).[25][26]
- Lee Seung-joon como Kim Tae-yoon, un general de brigada (Ep. 12).

## Episodios
La serie conformada por doce episodios, fue transmitida todos los viernes y sábados a las 22:40 hora coreana (KST) a través de la tvN del 5 de noviembre de 2021 hasta el 11 de diciembre de 2021.

### Índice de audiencia
Los números en color rojo indican las calificaciones más bajas, mientras que los números en azul indican las calificaciones más altas.
| Episodios | Fecha de emisión        | Participación promedio de audiencia | Participación promedio de audiencia |
| Episodios | Fecha de emisión        | Nacional                            | Seúl                                |
| --------- | ----------------------- | ----------------------------------- | ----------------------------------- |
| 1         | 5 de noviembre de 2021  | 3.300 % (2.ª)                       | 4.103 % (2.ª)                       |
| 2         | 6 de noviembre de 2021  | 3.196 % (2.ª)                       | 3.679 % (2.ª)                       |
| 3         | 12 de noviembre de 2021 | 3.574 % (2.ª)                       | 3.862 % (2.ª)                       |
| 4         | 13 de noviembre de 2021 | 3.324 % (2.ª)                       | 3.841 % (2.ª)                       |
| 5         | 19 de noviembre de 2021 | 3.542 % (2.ª)                       | 4.217 % (2.ª)                       |
| 6         | 20 de noviembre de 2021 | 3.084 % (2.ª)                       | 3.494 % (2.ª)                       |
| 7         | 26 de noviembre de 2021 | 3.539 % (2.ª)                       | 4.176 % (2.ª)                       |
| 8         | 27 de noviembre de 2021 | 3.251 % (2.ª)                       | 3.597 % (2.ª)                       |
| 9         | 3 de diciembre de 2021  | 3.740 % (2.ª)                       | 4.377 % (2.ª)                       |
| 10        | 4 de diciembre de 2021  | 3.263 % (2.ª)                       | 3.735 % (2.ª)                       |
| 11        | 10 de diciembre de 2021 | 3.543 % (2.ª)                       | 3.857 % (2.ª)                       |
| 12        | 11 de diciembre de 2021 | 4.185 % (2.ª)                       | 4.433 % (2.ª)                       |
| Promedio  | Promedio                | 3.462 %                             | 3.948 %                             |

## Banda sonora
El OST de la serie está conformado por las siguientes canciones:

### Parte 1
| No. | Intérprete | Canción           | Letra     | Música    | Duración |
| --- | ---------- | ----------------- | --------- | --------- | -------- |
| 1   | Joe Layne  | "What Lies Ahead" | Joe Layne | Joe Layne | 3:40     |

### Parte 2
| No. | Intérprete | Canción        | Letra    | Música   | Duración |
| --- | ---------- | -------------- | -------- | -------- | -------- |
| 1   | Isaac Hong | "Pain"         | Cray Bin | Cray Bin | 3:23     |
| 2   |            | "Pain" (Inst.) | -        | Cray Bin | 3:23     |

### Parte 3
| N.º | Intérprete | Canción          | Letra | Música | Duración |
| --- | ---------- | ---------------- | ----- | ------ | -------- |
| 1   | Jemma      | "ENIGMA"         | Naiv  | Naiv   | 3:38     |
| 2   |            | "ENIGMA" (Inst.) | -     | Naiv   | 3:38     |

## Producción
La serie fue creada por Yang Ji-eul (de la TVING) y Lee Myung-han (de la tvN).
La dirección está a cargo de Ahn Gil-ho (안길호), el guion por Han Sang-woon (한상운) y la producción por Hong Won-ju y Jeong Se-mi.
Originalmente se había anunciado que el actor Park Sung-hoon estaba en pláticas para unirse al elenco de la serie.
Las fotos de la lectura del guion fueron reveladas en 2021, mientras que la conferencia de prensa en línea fue realizada el 1 de noviembre del mismo año.

### Recepción
El 10 de noviembre de 2021, Good Data Corporation compartió su nueva clasificación de los dramas y miembros del elenco que generaron más revuelo durante la semana. Las listas se compilaron a partir del análisis de artículos de noticias, publicaciones de blogs, comunidades en línea, videos y publicaciones en redes sociales sobre los dramas que están actualmente al aire o que saldrán al aire próximamente. Antes de su estreno, la serie obtuvo el puesto número 4 en la lista de dramas, más comentados de la semana. Mientras que los actores Han Hyo-joo y Park Hyung-sik ocuparon los puestos 7 y 10 respectivamente dentro de los diez miembros del elenco más comentados de la semana.
El 16 de noviembre de 2021, Good Data Corporation compartió su nueva clasificación de los dramas y miembros del elenco que generaron más revuelo durante la semana. Las listas se compilaron a partir del análisis de artículos de noticias, publicaciones de blogs, comunidades en línea, videos y publicaciones en redes sociales sobre los dramas que están actualmente al aire o que saldrán al aire próximamente. Antes de su estreno, la serie obtuvo el puesto número 5 en la lista de dramas, más comentados de la semana.
El 23 de noviembre de 2021, Good Data Corporation compartió su nueva clasificación de los dramas y miembros del elenco que generaron más revuelo durante la semana. Las listas se compilaron a partir del análisis de artículos de noticias, publicaciones de blogs, comunidades en línea, videos y publicaciones en redes sociales sobre los dramas que están actualmente al aire o que saldrán al aire próximamente. Antes de su estreno, la serie obtuvo nuevamente el puesto número 5 en la lista de dramas, más comentados de la semana. Mientras que los actores Park Hyung-sik y Han Hyo-joo ocuparon los puestos 9 y 10 respectivamente dentro de los diez miembros del elenco más comentados de la semana.
El 30 de noviembre de 2021, Good Data Corporation compartió su nueva clasificación de los dramas y miembros del elenco que generaron más revuelo durante la semana. Las listas se compilaron a partir del análisis de artículos de noticias, publicaciones de blogs, comunidades en línea, videos y publicaciones en redes sociales sobre los dramas que están actualmente al aire o que saldrán al aire próximamente. La serie obtuvo el puesto número 3 en la lista de dramas, más comentados de la semana. Mientras que la actriz Han Hyo-joo ocupó el puesto 9 dentro de los diez miembros del elenco más comentados de la semana.
El 7 de diciembre de 2021, Good Data Corporation compartió su nueva clasificación de los dramas y miembros del elenco que generaron más revuelo durante la semana. Las listas se compilaron a partir del análisis de artículos de noticias, publicaciones de blogs, comunidades en línea, videos y publicaciones en redes sociales sobre los dramas que están actualmente al aire o que saldrán al aire próximamente. La serie obtuvo el puesto número 2 en la lista de dramas, más comentados de la semana. Mientras que los actoresPark Hyung-sik y Han Hyo-joo ocuparon los puestos 4 y 6 respectivamente dentro de los diez miembros del elenco más comentados de la semana.
El 14 de diciembre de 2021, Good Data Corporation compartió su nueva clasificación de los dramas y miembros del elenco que generaron más revuelo durante la semana. Las listas se compilaron a partir del análisis de artículos de noticias, publicaciones de blogs, comunidades en línea, videos y publicaciones en redes sociales sobre los dramas que están actualmente al aire o que saldrán al aire próximamente. La serie ocupó nuevamente el puesto número 2 en la lista de dramas, más comentados de la semana. Mientras que los actores Park Hyung-sik y Han Hyo-joo también ocuparon nuevamente los puestos 7 y 8 respectivamente dentro de los diez miembros del elenco más comentados de la semana.